# Burgemeestersverkiezingen van New York 2017
De burgemeestersverkiezingen van de Amerikaanse stad New York van 2017 vonden plaats op 7 november 2017. Zittend Democratisch burgemeester Bill de Blasio nam het op tegen de Republikeinse kandidaat Nicole Malliotakis en won met ruim 66% van de stemmen.

## Democratische voorverkiezingen

### Uitslag
| Partij | Partij       | Kandidaat                | Stemmen | Percentage |
| ------ | ------------ | ------------------------ | ------- | ---------- |
|        | Democratisch | Bill de Blasio (zittend) | 326.361 | 74,6%      |
|        | Democratisch | Sal Albanese             | 66.636  | 15,2%      |
|        | Democratisch | Michael Tolkin           | 20.445  | 4,7%       |
|        | Democratisch | Robert Gangi             | 13.537  | 3,1%       |
|        | Democratisch | Richard Bashner          | 10.538  | 2,4%       |
| Totaal | Totaal       | Totaal                   | 437.517 | 100%       |

### Teruggetrokken
- Tony Avella, lid van de Senaat van de staat New York, voormalig gemeenteraadslid en kandidaat-burgemeester in 2009
- Michael Basch, chief business officer van The Future Project
- Kevin P. Coenen jr., brandweerman en kandidaat-burgemeester in 2009 en 2013
- Bo Dietl, voormalig commentator bij Fox News en voormalig rechercheur bij het New York City Police Department
- Scott Joyner
- Joel Roderiguez, politiefunctionaris
- Eric Roman
- Collin Slattery, ondernemer
- Josh Thompson, onderwijsactivist

## Republikeinse voorverkiezingen

### Genomineerd
- Nicole Malliotakis, lid van het Huis van Afgevaardigden van de staat New York

### Teruggetrokken
- Darren Dione Aquino, acteur en activist
- Bo Dietl, voormalig commentator bij Fox News en voormalig rechercheur bij het New York City Police Department
- Michel Faulkner, pastor en voormalig Americanfootballspeler bij de New York Jets
- Rocky De La Fuente, ondernemer en presidentskandidaat namens de Reform Party en de American Delta Party in 2016
- Anniello V. (Neil) Grimaldi, advocaat
- Walter Iwachiw, ondernemer
- Paul Massey, ondernemer

## Uitslag algemene verkiezingen
| Partij            | Partij            | Kandidaat                | Stemmen   | Percentage |
| ----------------- | ----------------- | ------------------------ | --------- | ---------- |
|                   | Democratisch      | Bill de Blasio           | 713.634   | 62,28%     |
|                   | Working Families  | Bill de Blasio           | 46.478    | 4,06%      |
|                   | Totaal            | Bill de Blasio (zittend) | 760.112   | 66,17%     |
|                   | Republikeins      | Nicole Malliotakis       | 274.423   | 23,95%     |
|                   | Conservatief      | Nicole Malliotakis       | 37.197    | 3,25%      |
|                   | Stop de Blasio    | Nicole Malliotakis       | 5.327     | 0,46%      |
|                   | Totaal            | Nicole Malliotakis       | 316.947   | 27,59%     |
|                   | Reform            | Sal Albanese             | 24.484    | 2,13%      |
|                   | Groen             | Akeem Browder            | 16.536    | 1,44%      |
|                   | Small Cities      | Michael Tolkin           | 11.309    | 0,99%      |
|                   | Dump the Mayor    | Bo Dietl                 | 11.163    | 0,97%      |
|                   | Libertarisch      | Aaron Commey             | 2.770     | 0,24%      |
|                   | Write-in          | Write-in                 | 5.343     | 0,47%      |
| Geldige stemmen   | Geldige stemmen   | Geldige stemmen          | 1.148.665 | 98,49%     |
| Ongeldige stemmen | Ongeldige stemmen | Ongeldige stemmen        | 17.649    | 1,51%      |
| Totaal            | Totaal            | Totaal                   | 1.166.314 | 100%       |

1886 · 1897 · 1901 · 1903 · 1905 · 1909 · 1913 · 1917 · 1921 · 1925 · 1929 · 1932 · 1933 · 1937 · 1941 · 1945 · 1949 · 1953 · 1957 · 1961 · 1965 · 1969 · 1973 · 1977 · 1981 · 1985 · 1989 · 1993 · 1997 · 2001 · 2005 · 2009 · 2013 · 2017 · 2021